# Supercopa aràbiga de futbol

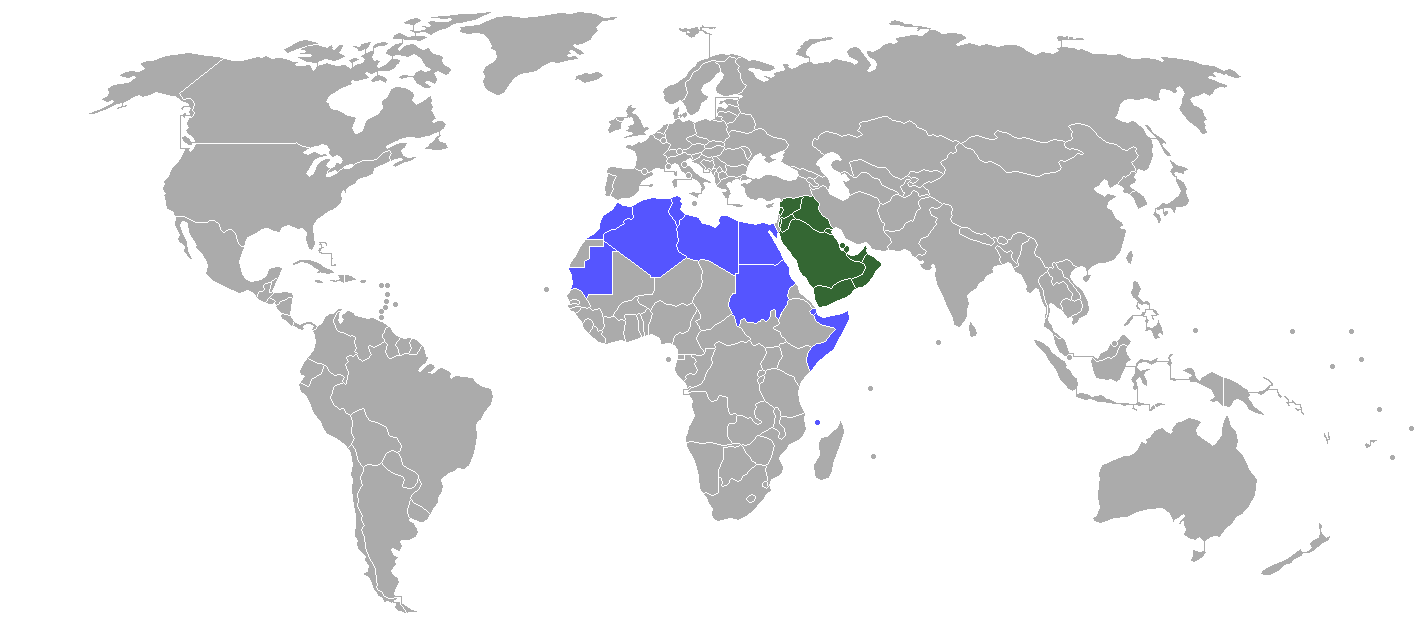
Membres de la UAFA.

La Supercopa aràbiga de futbol fou una competició futbolística que enfrontà en un partit els campions de la Copa aràbiga de futbol i la Recopa aràbiga de futbol. La competició s'inicià el 1992 amb una competició no oficial i es deixà de disputar després de l'edició del 2001 i era disputada pels països membres de la Unió d'Associacions de Futbol Àrabs.

## Historial
Font:
| Any  | Campió            | Resultat      | Finalista         | Seu                                   | Espectadors   |
| ---- | ----------------- | ------------- | ----------------- | ------------------------------------- | ------------- |
| 1992 | WAC Casablanca    | lligueta      | Al-Hilal Al-Riyad | Stade Mohamed V, Casablanca           |               |
| 1993 | No es disputà     | No es disputà | No es disputà     | No es disputà                         | No es disputà |
| 1994 | No es disputà     | No es disputà | No es disputà     | No es disputà                         | No es disputà |
| 1995 | Al-Shabab         | lligueta      | Al-Hilal Al-Riyad | King Fahd International Stadium, Riad |               |
| 1996 | Espérance ST      | lligueta      | Al-Riyadh         | Stade El Menzah, Tunis                | 30.000        |
| 1997 | Al-Ahly           | lligueta      | OC Khouribga      | Stade Mohamed V, Casablanca           |               |
| 1998 | Al-Ahly           | lligueta      | Club Africain     | Stade El Menzah, Tunis                |               |
| 1999 | MC Oran           | lligueta      | Al-Jaish          | Estadi Abbasiyyin, Damasc             | 15.000        |
| 2000 | Al-Shabab         | lligueta      | Al-Faysali        | Amman International Stadium, Amman    |               |
| 2001 | Al-Hilal Al-Riyad | lligueta      | Al-Nassr          | Estadi Abbasiyyin, Damasc             |               |